# 연애의 기술 (2013년 영화)
《연애의 기술》은 2013년에 개봉한 대한민국의 영화이다.

## 캐스팅
- 서지석 : 태훈 역
- 홍수아 : 수진 역
- 한수아 : 지영 역
- 최종훈 : 사고남 역
- 주아성 : 현석 역
- 이종우 : 김 비서 역
- 차지훈 : 지훈 역
- 정영섭 : 지영 애인 역
- 지대한 : 김 부장 역
- 김경진 : 작업남 역 (우정출연)
- 김명곤 : 아버지 역 (특별출연)
- 김도향 : 점성술사 역 (특별출연)